# Hemibystra ulugurensis
Hemibystra ulugurensis là một loài tò vò trong họ Ichneumonidae.